# Palaeopsychops angustifasciatus
Palaeopsychops angustifasciatus là một loài côn trùng trong họ Polystoechotidae thuộc bộ Neuroptera. Loài này được Andersen miêu tả năm 2001.